# Ardelio Allori
Ardelio Allori (Prato, 8 luglio 1908 – Fiesole, 24 dicembre 1983) è stato un dirigente sportivo e imprenditore italiano, presidente della ACF Fiorentina dal 1947 al 1948.

## Biografia
Imprenditore pratese di una storica ditta tessile, fu presidente della ACF Fiorentina nella stagione 1947-1948, dopo aver rilevato la società da Igino Cassi. Cedette il club a Carlo Antonini dopo solo una stagione, rimanendo comunque sponsor della squadra.